# Edurne (cantante)
Edurne García Almagro (Collado Villalba, Madrid; 22 de diciembre de 1985), es una cantante, compositora, actriz, modelo, streamer y presentadora española. Se dio a conocer como finalista de la cuarta edición del concurso Operación Triunfo emitido en Telecinco. Posteriormente participó en otros formatos como ¡Más que baile!, donde obtuvo la segunda posición en la votación del público o en Tu cara me suena, en el que fue la ganadora con el 60% de los votos.
Hasta 2020 ha lanzado ocho discos y diversos sencillos al mercado. En enero de 2015, RTVE la eligió para representar a España en el Festival de la Canción de Eurovisión 2015 que se celebró el 23 de  mayo de 2015 en Viena. Ha trabajado como presentadora, colaboradora o jueza de diversos programas y talent shows de Telecinco y Cuatro. Además, ha sido actriz en diversas series de televisión como Servir y proteger o Ana y los siete, entre otras. En teatro fue protagonista del musical Grease por toda la geografía española.
Pese a ser madrileña de nacimiento, debe su nombre vasco a los orígenes de su padre, nacido en San Sebastián.

## Carrera

### Juventud e inicios
En 1993, cuando tenía 7 años, participó en un grupo musical llamado Trastos, con los cuales lanzaron 3 discos y se presentaron en el programa de TVE Música sí y en las cabalgatas de los Reyes Magos. Antes de su aparición en Operación Triunfo tuvo papeles menores en series como Ana y los siete de TVE; Hospital Central y Robles, investigador, e hizo diversos anuncios televisivos.
En 2005 fue concursante de la cuarta edición de Operación Triunfo. En la academia interpretó temas como «Duele el amor» de Aleks Syntek, «In your eyes» de Kylie Minogue o «These Boots Are Made for Walkin'» de Nancy Sinatra, canción con la que ganó popularidad. Fue expulsada en la recta final del programa tras haber sido nominada en una única ocasión, convirtiéndose así en la sexta finalista. Tras su paso por OT, firmó con la discográfica Sony Music.

### 2006-2007: Álbum debut
En el año 2006 publicó su primer álbum, titulado Edurne. Alcanzó el puesto número 3 en las listas de ventas españolas en su primera semana.[cita requerida] Su primer sencillo, «Despierta», debutó en el número 5 en las listas de ventas españolas de sencillos físicos.[cita requerida] En el verano de ese mismo año se lanzó como segundo sencillo el tema «Amores dormidos», compuesta por uno de los componentes de La Oreja de Van Gogh. La canción fue incluida en el juego SingStar Pop Hits 40 Principales y en los recopilatorios Los nº 1 de los 40 Principales 2006 y Star 2 Hits Vol.2.
Tuvo un pequeño cameo en la serie de Disney Channel Cambio de clase, haciendo de profesora de música. Además, grabó el tema principal de la telenovela de Telecinco Yo soy Bea, remake español de la novela colombiana Yo soy Betty, la fea, titulado «Te falta veneno», y publicó una reedición de su primer disco en la que se incluía este tema además de dos remixes exclusivos de su primer sencillo, «Despierta». A finales de año, Edurne fue candidata a Mejor artista revelación nacional en los LOS40 Music Awards 2006 junto con Nena Daconte, Señor Trepador, Diego Martín y Huecco, premio que consiguió Nena Daconte.[cita requerida]

### 2007-2008:Ilusión yGrease, el musical

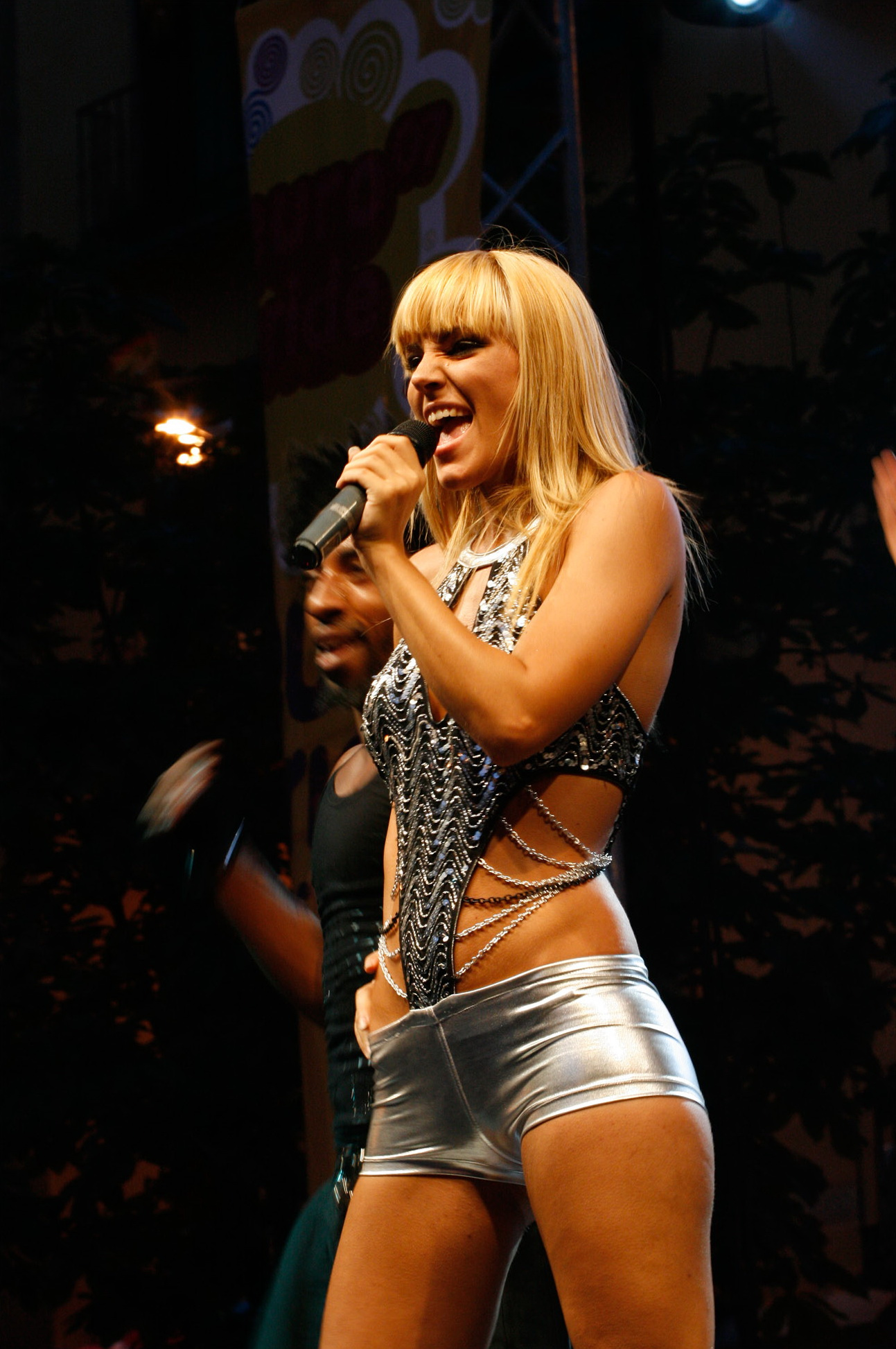
Edurne en el Europride 2007 en Madrid.

Durante los meses de enero y junio de 2007 presentó el programa CMTop de Castilla-La Mancha TV. El 19 de junio publicó Ilusión, su segundo álbum, con la canción «Ven por mí» como primer sencillo. El disco debutó en el puesto número 13 de la lista de ventas en España con escasa promoción. En el mes de noviembre, «Fue para los dos» fue lanzado en las radios como segundo sencillo del disco. En octubre del mismo año, se presentó el programa Baila con Edurne en Nickelodeon.
Comenzó a protagonizar Grease, el musical de tu vida con el papel de Sandy, sustituyendo a María Adamuz en 2007. El musical se estrenó el 2 de octubre en el Teatre Victòria de Barcelona. En un principio sólo iba a estar una temporada en el musical pero, gracias al éxito que obtuvo, renovó contrato y participó en la gira que la llevó a recorrer algunas ciudades de España como Palma de Mallorca, Las Palmas de Gran Canaria y Bilbao.
En enero de 2008, vuelve a grabar un programa para Nickelodeon, llamado Edurne y sus bichos. En abril, fue galardonada en los Premios Garamond Nacionales de la Música. En septiembre de 2008, comenzaron las funciones en Madrid de Grease, el musical. El 17 de mayo de 2009, Edurne dio por finalizada su etapa en el musical de Grease.

### 2008-2009:Première
Première salió a la venta el 4 de junio de 2008. Es un disco de versiones de canciones de los musicales más famosos. El primer sencillo fue «Un poco de amor», una versión de «Somebody to Love» de Queen, del musical We will rock you. También incluyó canciones de musicales como Mamma Mia!, Hoy no me puedo levantar y Hair, entre otros. El vídeo musical de «Un poco de amor» fue rodado en Nueva York.
Debutó en el puesto número 39 de Promusicae y se mantuvo en la lista durante dos semanas.[cita requerida] El segundo sencillo de este tercer trabajo fue «Sigo enamorada de ti», una versión de la canción «Hopelessly Devoted to You» del musical de Grease. El vídeo también fue grabado en Nueva York. En octubre se confirmó a «Tú serás para mí» como tercer sencillo. El vídeo musical fue grabado en el Nuevo Teatro Alcalá de Madrid, junto a todos los actores del musical de Grease.
El 17 de mayo de 2009 Edurne dejó el musical de Grease.

### 2010-2012:Nueva piel

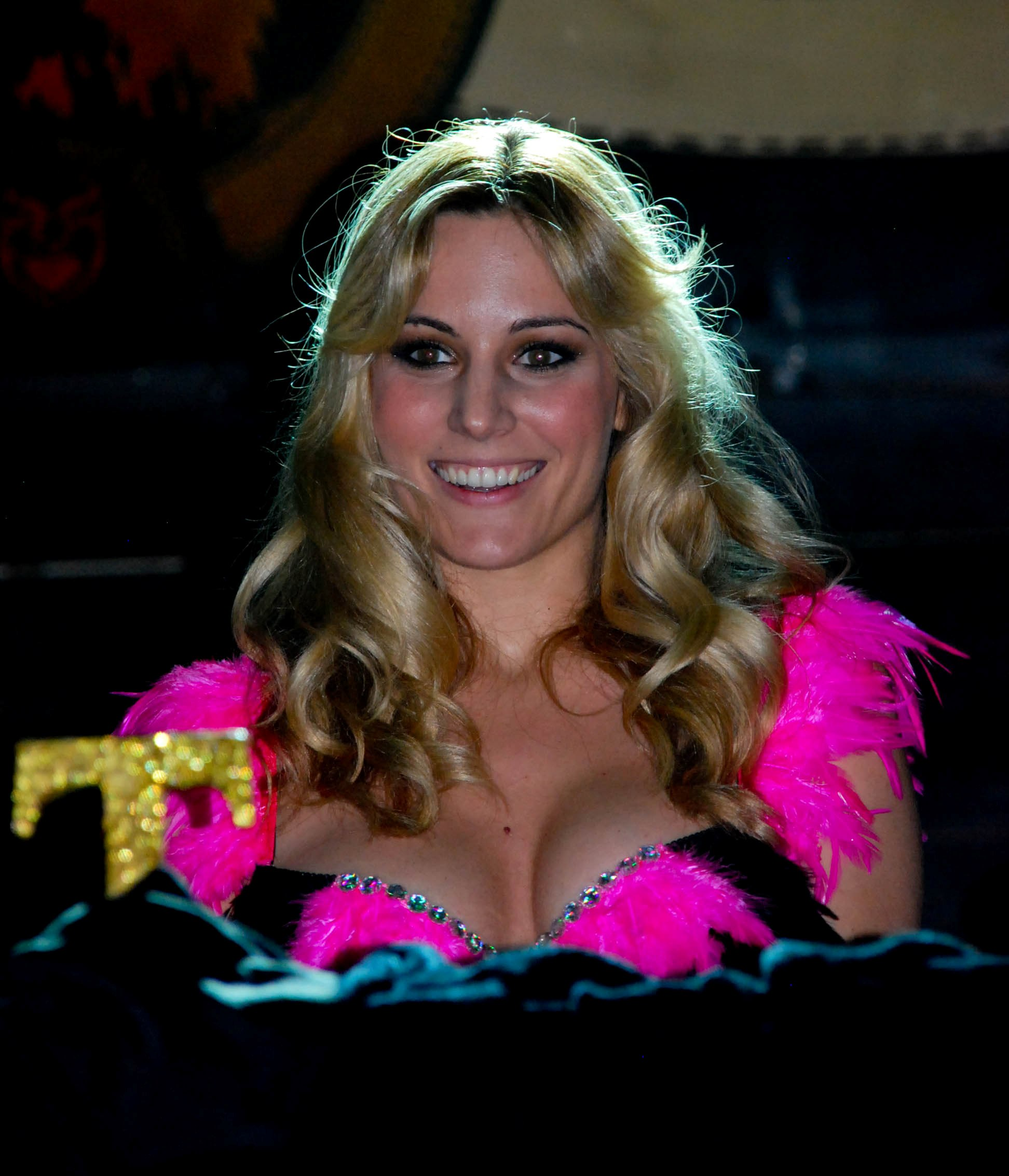
Edurne en mayo de 2011 durante la gira PopStars en Granada (España).

Tras unos días de descanso, se marchó a las ciudades inglesas de Liverpool, Mánchester y Londres, y a la irlandesa Dublín para recibir clases de inglés, canto, baile y composición, entre otras, y para preparar su cuarto álbum de estudio. Durante su estancia en Londres grabó algunas canciones. En octubre volvió a España para seguir preparando el álbum, que terminó de ser grabado el 14 de febrero de 2010. A principios de ese año, participó en la octava edición de ¡Más que baile!, emitido en Telecinco, donde quedó segunda finalista y le fue otorgado el premio del jurado. 
Finalmente, su cuarto álbum de estudio, titulado Nueva piel fue lanzado por Sony Music el 23 de marzo y es en su mayoría de estilo dance-pop. El primer sencillo, «Soy como soy», es una canción electropop producida por Óscar Clavel y grabada en los estudios Red Led de Madrid. El disco entró en el puesto 16 de la lista de los CD más vendidos, alcanzó el puesto número 2 en descargas digitales en iTunes y permaneció 4 semanas en la lista de los 100 más vendidos.[cita requerida] En noviembre de 2010, se conoce que el segundo sencillo de Nueva piel sería «Oigo mi corazón». En el videoclip participaron los cómicos Dani Martínez y José Corbacho.
En 2011, regresó a Grease el musical, renovado con nuevo elenco y guion. Durante ese año y el posterior, estuvo de gira con el musical por toda la geografía española. Durante el año 2012 Edurne se centra en su vuelta al nuevo musical de Grease y en su gira, que se extiende hasta 2013. También hace colaboraciones musicales, destacando la hecha con el DJ Brian Cross con la canción More Than a Lover, que fue usada para anuncios publicitarios.

### 2013-2014:Climax
El 22 de febrero de 2013, anunció que se encontraba grabando su quinto álbum de estudio en Londres junto a los productores Pablo Navarro y Simon Nordberg. El disco fue terminado de grabar el 7 de marzo en Madrid, tras pasar por Estocolmo. Desde octubre de 2013 hasta marzo de 2014 formó parte del elenco de la tercera temporada de Tu cara me suena, presentado por Manel Fuentes en Antena 3, en el que resultó ganadora con un 60% de los votos con su imitación de la cantante Christina Aguilera y su tema «Hurt» en la gala final. Tras proclamarse vencedora participó como invitada en la adaptación portuguesa del formato, A Tua Cara não me é Estranha, para volver a realizar su imitación de «Crazy In Love» de Beyoncé.
El 17 de mayo fue publicado un adelanto de 14 segundos del primer sencillo del álbum, «Pretty Boy». La canción, totalmente en inglés, está compuesta por Michael Busbee (compositor de «Try» de P!nk), producida por Simon Nordberg, grabada en los estudios Decibel (Estocolmo), mezclada en Grondall Studios por Pelle Gunnerfeldt y masterizada en Suecia por Robyn Smichdt. Fue puesta a la venta el 4 de junio. El álbum, titulado Climax, se lanzó el 24 de septiembre de 2013. Debutó en la posición 22 de los discos más vendidos del país. El 28 de noviembre, Sony Music confirmó que haría una colaboración especial en la canción «Hand On Heart» con el artista británico Olly Murs. Finalmente, la canción se puso a la venta el 10 de diciembre en tiendas digitales. El 12 de diciembre del mismo año, presentaron la colaboración por primera vez en la gala de los Premios 40 Principales.
El 31 de marzo de 2014 fue publicado el vídeo musical del segundo sencillo oficial de Climax, «Painkiller», que fue dirigido por David Arnal y Germán De La Hoz. Desde el 23 de junio hasta el 30 de diciembre de 2014 presentó junto a Xavi Rodríguez el programa Todo va bien en el canal Cuatro.

### 2015-2016:Adrenalina yFestival de Eurovisión

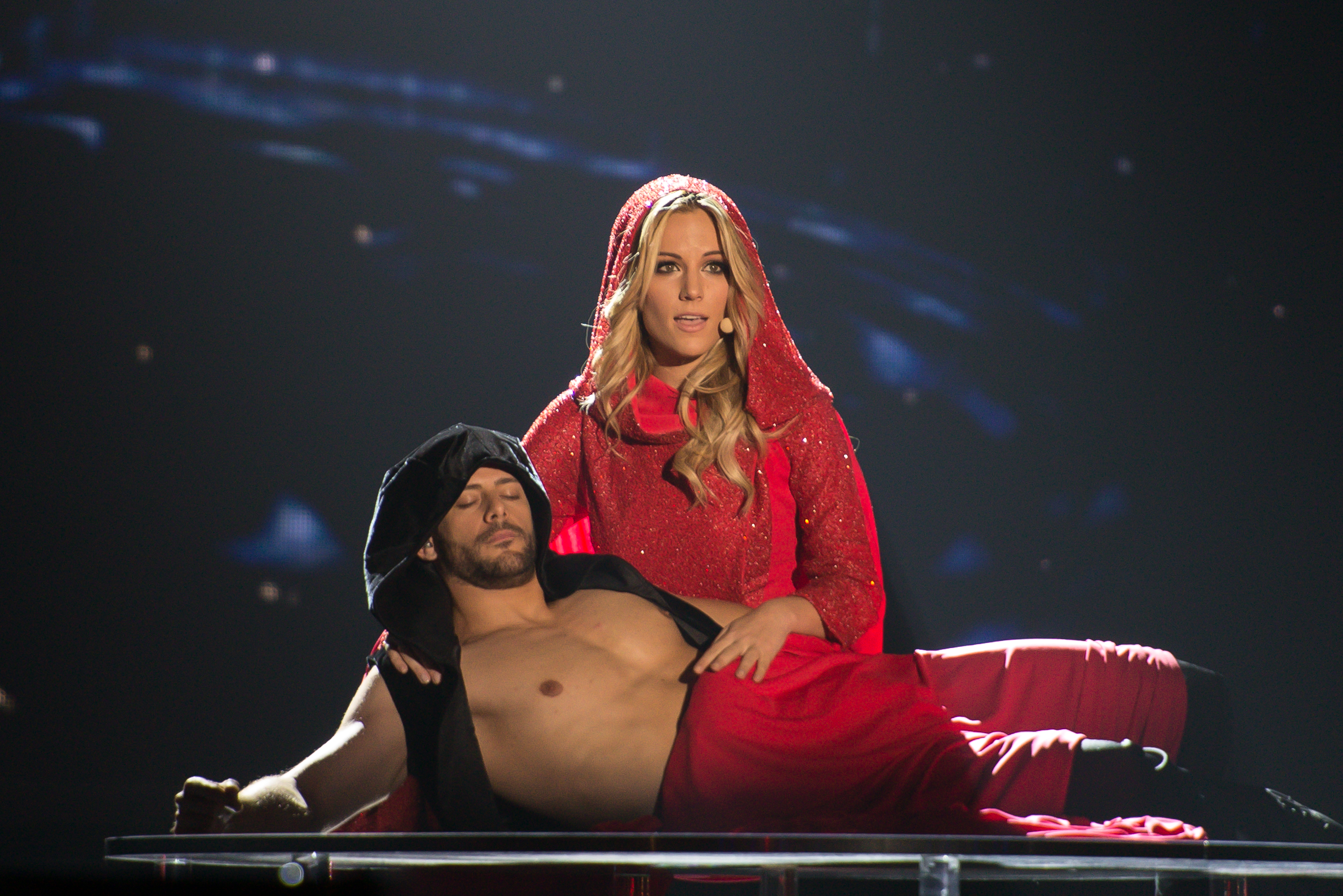
Edurne en el Festival de la Canción de Eurovisión 2015.

El 14 de enero de 2015, y tras un proceso de selección interno, TVE anuncia que será Edurne la candidata española que represente al país en el LX Festival de la Canción de Eurovisión, que tuvo lugar en Viena durante los días 19, 21 y 23 de mayo y en el cual quedó en el puesto 21. Su actuación fue vista por 8.275.000 de espectadores en España, con un 47% de cuota de pantalla. En cuanto a los vestidos que llevó en la actuación, estos pertenecían a la firma de José Fuentes. Edurne ganó el Shiri Maimon Award 2015 a la participante mejor vestida de la gala.
La canción candidata, titulada «Amanecer», fue compuesta y producida por Tony Sánchez-Ohlsson, Thomas G:son, y Peter Boström, es de corte pop y fue interpretada íntegramente en castellano. El 1 de marzo fue presentada a través de la página web de TVE junto al lyric vídeo. El vídeo musical, que vio la luz el día 9 de marzo, utiliza técnicas de imagen tridimensionales. El 14 de abril se anuncia que «Amanecer» sería la canción oficial de la Vuelta a España 2015. El 22 de abril, se dio a conocer la versión sinfónica-coral del tema, que fue grabada en el Teatro Monumental de Madrid y en la que participa la Orquesta Sinfónica de RTVE bajo la dirección de Pepe Herrero, el cual también acompañó al piano a Edurne durante su actuación en la Embajada de Austria en España.
Después de su paso por Eurovisión se publicó en 2015, la versión en inglés de «Amanecer», titulada «Break of Day». El 8 de junio del mismo año, una semana antes de la publicación de su sexto álbum, estrenó «Basta» como segundo sencillo del disco. El 16 de junio, publicó su sexto álbum de estudio, titulado Adrenalina y producido por Chris Gordon. El disco incluye canciones tanto en inglés como en español entre las cuales se encuentra «Soñar (A Dream Is A Wish Your Heart Makes)», canción de la banda sonora de Cenicienta. 
A principios de 2016 ficha como jurado del programa de Telecinco Got Talent España, participando en las ocho ediciones emitidas hasta la fecha. En junio del mismo año se anuncia por parte de su representante, Óscar Tarruella, la finalización tras once años del contrato discográfico de Edurne con Sony Music.

### 2017- presente:CatarsisyÉxtasis
Durante los años 2017 y 2018, Edurne empezó un proceso de creación de nueva música. Compaginando la composición, fue imagen de varias marcas y campañas publicitarias. Además, fue madrina de campañas solidarias como La tribu del corazón, impulsada por la iniciativa 12 Meses de Mediaset España y que divulga la importancia de mantener un corazón sano. A finales de 2017, puso la voz a la comandante Tempest en la película de animación My Little Pony: La película, dirigida por Jayson Thiessen. Además, también participó en algunos temas musicales de la misma.
En mayo de 2018, se confirmó su participación durante un capítulo de la serie La que se avecina. Anunció a mediados de ese año que estaba trabajando en nuevos proyectos musicales con un nuevo equipo artístico.[cita requerida] En diciembre, se unió a la serie Servir y proteger, donde interpreta el papel de Sara Barrios, teniendo así su primer papel fijo en una serie.
Finalmente el 24 de abril de 2019, publicó el tema «Demasiado tarde» a dúo con Carlos Baute. La canción se convierte en top 10 en radios y marca su vuelta a la música tras cinco años.[cita requerida] Tras «Demasiado tarde», presentó su segundo sencillo «Tal vez», canción dedicada a su pareja David De Gea.[cita requerida]
En 2020, presentó temas promocionales entre los que destacan «No vives por mí», «Despiértame cuando te vayas» y «Lo que perdí al perderte».[cita requerida] El 12 de junio de 2020, salió la venta su séptimo álbum de estudio Catarsis, publicado cinco años después del lanzamiento de su último disco. El álbum llegó a la tercera posición de Promusicae.[cita requerida] El lanzamiento disco tuvo que retrasarse debido a la pandemia de coronavirus e incluye los dúos junto a Carlos Baute, Belén Aguilera o Andrés Suárez.[cita requerida]
El 30 de agosto de 2024 publica su álbum éXtasis, con el que consigue su primer número 1 en la lista de álbumes más vendidos de España. El trabajo cuenta con las colaboraciones de NIA, Mar Lucas y Yarea.
En 2024 y tras 8 años en Telecinco deja de colaborar como jurado profesional en Got Talent España por nuevos proyectos. En marzo de 2024 se oficializa que la cantante será nueva coache en la décima edición de La Voz Kids tras la baja de Rosario Flores dando el salto a Antena 3, y dónde comparte plató con David Bisbal, Lola Índigo y Manuel Turizo. En la fase de batallas fue asesorada por la cantante, Natalia Lacunza.

## Publicidad
Tras su paso por Operación Triunfo y hasta la actualidad, Edurne ha sido elegida por varias empresas para promocionar marcas de productos diversos como cosmética, automóviles y ropa, entre otros.
Ha sido portada de diversas revistas masculinas como FHM España en tres ocasiones y MAN. Fue elegida como la mujer española más sexy del año 2010 por la revista FHM, quedando en segunda posición a nivel mundial por detrás de Megan Fox.[cita requerida]

## Vida privada
Es pareja del futbolista español David De Gea, con quien mantiene una relación sentimental desde 2010. En noviembre de 2020 anunció su primer embarazo. Su hija Yanay nació el 4 de marzo de 2021.
El 1 de julio de 2023 contrajeron matrimonio civil en Menorca. La celebración, organizada por la empresa de eventos La Puta Suegra, se realizó en las Pedreras del Hostal con tal solo 80 invitados, entre ellos Risto Mejide y Santi Millán, donde ella entró al recinto en tirolina y con casco.

## Discografía

### Álbumes de estudio
- 2006: Edurne
- 2007: Ilusión
- 2008: Première
- 2010: Nueva piel
- 2013: Climax
- 2015: Adrenalina
- 2020: Catarsis
- 2024: éXtasis

## Giras

### Giras en solitario
- 2006: Tour Edurne
- 2007: Tour Ilusión
- 2008: Tour Première
- 2010: Tour Nueva Piel
- 2014: Tour Painkiller
- 2015 - 2016: Tour Adrenalina
- 2022: Tour Catarsis
- 2024: éXtasis Tour

### Giras en conjunto
| Año         | Gira                          | Notas |
| ----------- | ----------------------------- | --- |
| 2005        | Tour Operación Triunfo        | Junto a Sergio Rivero, Soraya Arnelas, Víctor Estévez, Idaira Fernández, Fran Dieli, Lidia Reyes, Sandra Polop, Guille Barea y Guillermo Martín. |
| 2008        | Grease, el musical de tu vida | - |
| 2011        | Tour PopStars                 | Junto a Brian Cross. |
| 2011 - 2013 | Grease, el musical            | - |
| 2013        | 4O Hot Mix Road Show          | Junto a Angy Fernández, Soraya Arnelas, Xriz, Yanela Brooks, Xuso Jones y Marien Baker.                                                          |
| 2014        | Tour 4.0                      | Telonera de Mónica Naranjo en los conciertos de Sevilla, Madrid y Barcelona.                                                                     |
| 2019 - 2020 | De cerca con...               | Gira junto a Cadena Dial en los conciertos de Bilbao, Sevilla, Madrid, Barcelona, Zaragoza y Teruel.                                             |

## Filmografía

### Cine
| Año  | Título                      | Personaje          | Director        | Notas              |
| ---- | --------------------------- | ------------------ | --------------- | ------------------ |
| 2011 | Cruce                       | Laura              | Jon Cortegoso   | Cortometraje       |
| 2015 | ¡Hormivuela como puedas!    | Ella misma         | Pablo Motos     | Cortometraje       |
| 2017 | My Little Pony: La película | Comandante Tempest | Jayson Thiessen | Papel de voz       |
| 2025 | El casoplón                 | Ella misma         | Joaquín Mazón   | Papel protagonista |

### Series de televisión
| Año         | Título               | Cadena         | Personaje             | Notas         |
| ----------- | -------------------- | -------------- | --------------------- | ------------- |
| 2000        | Robles, investigador | La 1           | Cristina              | 1 capítulo    |
| 2002        | Hospital Central     | Telecinco      | Marga                 | 1 capítulo    |
| 2003        | Ana y los 7          | La 1           | Rebeca                | 9 capítulos   |
| 2006        | Cambio de clase      | Disney Channel | Edurne                | 1 capítulo    |
| 2015        | Gym Tony             | Cuatro         | Leyre                 | 1 capítulo    |
| 2018 - 2020 | Servir y proteger    | La 1           | Sara Barrios          | 224 capítulos |
| 2019        | La que se avecina    | Telecinco      | Nadia                 | 1 capítulo    |
| 2025        | Atasco               | Prime Video    | Pasajera de BlaBlaCar | 1 capítulo    |

### Programas de televisión
| Año         | Título                      | Cadena                | Notas                     |
| ----------- | --------------------------- | --------------------- | ------------------------- |
| 2005        | Operación Triunfo           | Telecinco             | Concursante; 6ª Finalista |
| 2007        | CMTop                       | Castilla-La Mancha TV | Presentadora              |
| 2007        | Baila con Edurne            | Nickelodeon España    | Presentadora              |
| 2008        | Edurne y sus bichos         | Nickelodeon España    | Presentadora              |
| 2010        | Más que baile               | Telecinco             | Concursante; 2ª Finalista |
| 2013        | El número uno               | Antena 3              | Invitada                  |
| 2013 - 2014 | Tu cara me suena            | Antena 3              | Concursante; Ganadora     |
| 2014        | Todo va bien                | Cuatro                | Presentadora              |
| 2015        | Planeta Calleja             | Cuatro                | Aventurera                |
| 2016        | Objetivo Eurovisión         | TVE                   | Jurado                    |
| 2016        | Trabajo temporal            | TVE                   | Participante              |
| 2016        | Gran Hermano VIP            | Telecinco             | Comensal VIP              |
| 2016 - 2023 | Got Talent España           | Telecinco             | Jurado                    |
| 2019        | Adivina qué hago esta noche | Cuatro                | Ayudante                  |
| 2019        | El concurso del año         | Cuatro                | Invitada VIP              |
| 2019        | Gala LOS40 Music Awards     | Divinity              | Entregadora de premios    |
| 2020        | Premios Odeón               | TVE                   | Entregadora de premios    |
| 2020        | Operación Triunfo 2020      | TVE                   | Invitada                  |
| 2020        | Idol Kids                   | Telecinco             | Jurado                    |
| 2020        | Fam Jam, ¡Baila en familia! | Disney Channel        | Presentadora              |
| 2020        | Gala LOS40 Music Awards     | Divinity              | Entregadora de premios    |
| 2020        | La resistencia              | #0                    | Invitada                  |
| 2021        | Andalucía con la palma      | Canal Sur             | Invitada                  |
| 2021        | La noche D                  | TVE                   | Invitada                  |
| 2022        | Tu cara me suena            | Antena 3              | Artista invitada          |
| 2022        | El hormiguero               | Antena 3              | Invitada                  |
| 2022        | ¡Viva la fiesta!            | Telecinco             | Artista invitada          |
| 2023        | Benidorm Fest 2023          | TVE                   | Artista invitada          |
| 2023        | El hormiguero               | Antena 3              | Invitada                  |
| 2023        | Got Talent: All Stars       | Telecinco             | Jurado                    |
| 2024        | Operación Triunfo 2023      | Prime Video           | Jurado invitada           |
| 2025        | Benidorm Fest 2025          | TVE                   | Artista invitada          |
| 2025        | La Voz Kids                 | Antena 3              | Coach                     |

### Radio
| Año  | Título                 | Emisora | Notas        |
| ---- | ---------------------- | ------- | ------------ |
| 2014 | YU: No te pierdas nada | Los 40  | Colaboradora |

## Premios y candidaturas
| Año  | Categoría                                   | Premio                                                        | Resultado |
| ---- | ------------------------------------------- | ------------------------------------------------------------- | --------- |
| 2006 | Premio Naranja de la Sierra a la música     | Premios Naranja-Limón                                         | Ganadora  |
| 2006 | Mejor artista revelación nacional           | Premios Principales                                           | Nominada  |
| 2006 | Famosa más tanga del año (Chica Tanga Girl) | Premios Evax                                                  | Ganadora  |
| 2008 | Nacionales de la Música                     | Premios Garamond                                              | Ganadora  |
| 2008 | Mejor cantante pop femenina                 | Premios Cosmopolitan                                          | Nominada  |
| 2010 | Premio del jurado                           | MQB; "Más que baile"                                          | Ganadora  |
| 2010 | Cantante del año                            | Premios Must! Awards                                          | Nominada  |
| 2011 | Mejor videoclip por 'Oigo Mi Corazón'       | Premios Must! Awards                                          | Ganadora  |
| 2011 | Mejor artista                               | Premios Must! Awards                                          | Nominada  |
| 2014 | Voz Própolis Femenina 2013                  | Premios Própolis a la Voz del Año                             | Ganadora  |
| 2014 | Concursante                                 | Tu cara me suena                                              | Ganadora  |
| 2014 | La más potente                              | Premios Neox Fan Awards                                       | Nominada  |
| 2015 | Mejor Artista/Grupo nacional                | Premios EDM Radio                                             | Nominada  |
| 2015 | Mejor Cantante                              | Premios Conmemorativos del Día Internacional de la Televisión | Ganadora  |
| 2015 | Mejor álbum discográfico por Adrenalina     | Premios Teatro Bodevil                                        | Ganadora  |
| 2016 | Imagen pública femenina                     | Premios Dedales de Oro                                        | Ganadora  |
| 2016 | Mujer en música                             | Premios Cosmopolitan                                          | Ganadora  |
| 2017 | Chica Men's Health                          | Premios Men's Health 2017                                     | Ganadora  |
| 2020 | Artista premiada                            | Premios Dial 2020 (24ª Edición)                               | Ganadora  |
| 2022 | Artista premiada                            | Edición XXVI de los Premios Dial.                             | Ganadora  |
| 2025 | Artista premiada                            | Edición XXIX de los Premios Dial.                             | Ganadora  |